# Laslo Babits
Laslo Babits  (né le 17 avril 1958 à Oliver et mort le 12 juin 2013) est un athlète canadien, spécialiste du lancer du javelot.

## Biographie
Ses parents sont des immigrés hongrois.
Médaillé d'argent des Jeux du Commonwealth de 1982, derrière le Néo-zélandais Mike O'Rourke, Laslo Babits remporte le titre du lancer de javelot des Jeux panaméricains de 1983, à Caracas, avec la marque de 81,40 m.
Il participe aux Jeux olympiques de 1984, à Los Angeles, et se classe huitième de la finale avec un lancer à 80,68 m. 
Il remporte deux titres de champion du Canada en 1984 et 1985.

### Palmarès
| Date | Compétition           | Lieu        | Résultat | Performance |
| ---- | --------------------- | ----------- | -------- | ----------- |
| 1982 | Jeux du Commonwealth  | Brisbane    | 2e       | 84,88 m     |
| 1983 | Jeux panaméricains    | Caracas     | 1er      | 81,40 m     |
| 1983 | Championnats du monde | Helsinki    | 16e      | 74,16 m     |
| 1984 | Jeux olympiques       | Los Angeles | 8e       | 80,68 m     |

### Records
| Épreuve           | Performance | Lieu | Date |
| ----------------- | ----------- | ---- | ---- |
| Lancer du javelot | 86,90 m     |      | 1984 |